# Gefährliche Planetengirls
Gefährliche Planetengirls (Originaltitel: That Which Survives) ist die nach Ausstrahlungsreihenfolge 17. und nach Produktionsreihenfolge 14. Episode der dritten Staffel der Science-Fiction-Fernsehserie Raumschiff Enterprise. Sie wurde in englischer Sprache erstmals am 24. Januar 1969 bei NBC ausgestrahlt. In Deutschland war sie zum ersten Mal am 19. August 1972 in einer synchronisierten Fassung im ZDF zu sehen.

## Handlung
Im Jahr 2268 stößt die Enterprise auf einen Planeten, der erst wenige hunderttausend Jahre alt ist und damit deutlich zu jung für die Zusammensetzung seiner Atmosphäre und das Vorhandensein von pflanzlichem Leben. Um dem auf den Grund zu gehen, soll ein Außenteam bestehend aus Captain Kirk, Schiffsarzt McCoy, Steuermann Sulu und Geologe D’Amato auf die Oberfläche beamen. Genau in dem Moment, als sie auf der Transporterplattform dematerialisieren, erscheint im Transporterraum eine unbekannte Frau und berührt den Transportertechniker Wyatt. Als das Außenteam auf dem Planeten eintrifft, bricht plötzlich ein Erdbeben aus und der Funkkontakt zur Enterprise wird unterbrochen. Auf der Brücke des Schiffs bemerkt Lieutenant Rahda, dass der Planet auf einmal vom Hauptbildschirm verschwunden ist.
Das Außenteam sucht nach dem Grund für das plötzliche Verschwinden der Enterprise und beginnt mit der Erforschung des Planeten. Sulu misst mit seinem Tricorder ein nur kurz auftretendes magnetisches Phänomen und McCoy misst Lebenszeichen. D’Amato trifft auf die gleiche Frau, die schon im Transporterraum erschienen war. Sie berührt D’Amato und tötet ihn dadurch. McCoy stellt fest, dass alle Zellen seines Körpers von innen heraus zerstört wurden. Die anderen begraben ihn. Die Auswertung ihrer Messdaten ergibt, dass der Planet, auf dem sie sich befinden, künstlichen Ursprungs sein muss.
Auf der Enterprise wird unterdessen Wyatt tot aufgefunden. Die Todesursache ist die gleiche wie bei D’Amato. Rahda und der erste Offizier Spock stellen fest, dass der Planet nicht verschwunden ist, sondern das Schiff binnen kürzester Zeit irgendwie fast 1000 Lichtjahre zurückgelegt hat. Obwohl die Enterprise bei diesem Vorfall keine nennenswerten Schäden erlitten hat, hat Chefingenieur Scott das unbestimmte Gefühl, dass das Schiff sich „nicht wohl fühlt“. Er lässt seinen Kollegen Watkins ein Ventil überprüfen. Dabei begegnet auch dieser der unbekannten Frau und wird von ihr getötet.
Auf dem Planeten begegnet Sulu der Frau. Da ihm inzwischen klar ist, dass sie für den Tod von D’Amato verantwortlich ist, hütet er sich davor, von ihr berührt zu werden. Sie kann aber dennoch seine Schulter streifen und ihn dadurch verletzen. Kirk und McCoy kommen ihm zu Hilfe. Die Frau besteht darauf, Sulu zu berühren, denn sie sei nur für ihn bestimmt. Als sie Kirk berührt, hat das keinerlei Wirkung. Kirk will von ihr wissen, auf welche Weise sie Menschen tötet. Sie antwortet, es sei nicht ihr Wunsch zu töten. Dann verschwindet sie.
Die Enterprise befindet sich auf dem Rückweg zum Planeten, da bemerkt Scott eine schwerwiegende Fehlfunktion in der Materie-Antimaterie-Reaktionskammer, die höchstwahrscheinlich von der fremden Frau sabotiert wurde. Die Geschwindigkeit erhöht sich immer weiter und es droht eine Explosion, die das Schiff in 15 Minuten zerstören wird. Um dies zu verhindern, muss Scott sich in einen Zugangsschacht zur Kammer begeben und den magnetischen Fluss manuell mit einer Sonde unterbrechen. In letzter Sekunde gelingt der Plan und das Schiff bremst auf eine normale Geschwindigkeit ab.
Auf dem Planeten taucht die fremde Frau erneut auf und will dieses Mal Kirk berühren. Sie sagt, ihr Name sei Losira und sie sei die Kommandantin dieser Station, die sie vor Eindringlingen beschützen müsse. Als sie wieder verschwindet, entdecken Kirk und seine Leute den Zugang zu einer unterirdischen Anlage. Dort sind sie plötzlich mit drei Versionen der Frau konfrontiert. Sie vermuten, dass es sich um Androiden handelt, die von einem Zentralcomputer gesteuert werden. Als die Enterprise den Planeten wieder erreicht hat, beamen Spock und ein Sicherheitsoffizier hinunter und zerstören den Computer, woraufhin die Frauen verschwinden. Nun erscheint eine Videoaufzeichnung der echten Losira. Aus dieser geht hervor, dass sie dem Volk der Kalandaner angehörte, das vor Jahrtausenden diesen künstlichen Kolonieplaneten erschuf, doch eine Krankheit tötete alle Bewohner. Losira war die letzte Überlebende und aktivierte die Verteidigungssysteme der Kolonie, die sich gegen jeden richteten, der nicht ihrem Volk angehörte. Es kam jedoch niemand mehr, der die Systeme wieder hätte abstellen können, denn offenbar verbreitete sich die Krankheit im gesamten Raum der Kalandaner und löschte die gesamte Zivilisation aus.

## Verbindungen zu anderen Star-Trek-Produktionen
In der Pilotfolge Leuchtfeuer der Serie Star Trek: Discovery von 2017 trägt eines der Bücher von Captain Georgiou den Titel That Which Survives.

## Produktion

### Drehbuch
D. C. Fontanas ursprünglicher Drehbuchentwurf sah unter anderem ein gänzlich anderes Verhalten von Losira vor. Sie sollte die Besatzungsmitglieder der Enterprise dazu bringen, sich gegenseitig zu bekämpfen. Mit der starken Umarbeitung ihrer Geschichte durch John Meredyth Lucas war Fontana sehr unzufrieden. Sie ließ sich in den Credits der Folge daher nur unter ihrem Pseudonym Michael Richards nennen.

### Darsteller
Booker Bradshaw hat hier seinen zweiten Auftritt als Doktor Joseph M’Benga, der zweite Arzt der Enterprise. Bradshaw spielte ihn bereits in der Folge Der erste Krieg. In der 2022 gestarteten Serie Star Trek: Strange New Worlds, deren Handlung neun Jahre vor Der erste Krieg beginnt, wurde M’Benga wieder aufgegriffen. Er ist als Chefarzt der Enterprise eine der Hauptfiguren der Serie und wird hier von Babs Olusanmokun gespielt. Zudem erhielt er in Strange New Worlds den Vornamen Joseph.
Naomi Pollack, Darstellerin von Lieutenant Rahda, spielte auch eine Indianerin in der Folge Der Obelisk.

### Kulissen
Das Set für den Hauptraum des Außenpostens sowie die Zugangsröhre zur Materie-Antimaterie-Reaktionskammer wurden für diese Folge neu angefertigt.

## Adaptionen
James Blish schrieb eine Textfassung von Gefährliche Planetengirls, die auf Englisch erstmals 1973 in der Geschichtensammlung Star Trek 9 erschien. Die deutsche Übersetzung erschien 1973.

## Rezeption
Christian Blauvelt listete Gefährliche Planetengirls 2022 auf hollywood.com in einem Ranking aller 79 Raumschiff-Enterprise-Folgen auf Platz 55.